# Guérigny
Guérigny é uma comuna francesa na região administrativa de Borgonha-Franco-Condado, no departamento Nièvre. Estende-se por uma área de 7,29 km². Em 2010 a comuna tinha 2 551 habitantes (densidade: 349,9 hab./km²).. 
Guérigny fica na via Lemovicensis do Caminho de Santiago.